# Stay-behind
Stay-behind som begreb dækker over hemmelige paramilitære operativer eller organisationer, som etableres af en stat i sit eget territorium, i det tilfælde at territoriet besættes af en fjende. Herefter vil operativerne eller organisationerne udgøre grundlaget for en modstandsbevægelse eller agere spioner bag fjendens linjer.
Mindre stay-behind operationer kan dække specifikke områder, men større stay-behind operationer forestiller sig at kunne reagere på erobringen af hele lande.[kilde mangler]
Stay-behind refererer også til en militær taktik, hvor specialtrænede soldater lader sig overløbe af fjendens styrker for at udføre efterretnings-, overvågnings-, målopsamlings- og rekognosceringsopgaver (ISTAR; Intelligence, surveillance, target acquisition, and reconnaissance) ofte fra forberedte skjul.[kilde mangler]

## NATOs Operation Gladio stay-behind-netværk
Operation Gladio var en uformel betegnelse som omfatter NATO-kontrollerede paramilitære stay-behind-grupper i vestlige lande, styret af NATO og CIA. Disse var aktive i en lang række lande, inklusiv Belgien, Norge og Danmark.